# 湖南医科大学
湖南医科大学位于湖南省省会长沙市，她的前身是湘雅医学专门学校，由湖南育群学会与美国雅礼协会联合创办于1914，是中国较早的一所西医高等学校。她于1924年更名为湘雅医科大学，1931年更名为私立湘雅医学院，1940年更名为国立湘雅医学院，1953年更名为湖南医学院。1978年成为中华人民共和国卫生部直属的十三所高等医药院校之一，1978年经卫生部与国家教委批准改名为湖南医科大学。
湖南已重组合并的大学，2000年与中南工业大学，长沙铁道学院合并为中南大学，现为中南大学湘雅医学院